# Provinz Potenza
Die Provinz Potenza (italienisch Provincia di Potenza) ist neben der Provinz Matera eine der beiden Provinzen der italienischen Region Basilicata.
Die Provinz zählt 340.799 Einwohner (Stand 31. Dezember 2024), die in 100 Gemeinden auf insgesamt 6.549 km² Fläche wohnen. Die gleichnamige Hauptstadt ist Potenza. Wie die gesamte Region Basilicata gilt die Provinz traditionell als sehr arm und hat zwischen 1850 und 1950 zahlreiche Auswanderungswellen erlebt.

## Größte Gemeinden
(Einwohnerzahlen Stand 31. Dezember 2024)
| Gemeinde             | Einwohner |
| -------------------- | --------- |
| Potenza              | 63.839    |
| Melfi                | 16.962    |
| Lavello              | 12.863    |
| Rionero in Vulture   | 12.442    |
| Lauria               | 11.708    |
| Venosa               | 10.662    |
| Avigliano            | 10.488    |
| Tito                 | 7017      |
| Pignola              | 6838      |
| Senise               | 6425      |
| Sant’Arcangelo       | 5908      |
| Marsicovetere        | 5677      |
| Picerno              | 5598      |
| Genzano di Lucania   | 5117      |
| Lagonegro            | 4963      |
| Muro Lucano          | 4871      |
| Bella                | 4601      |
| Maratea              | 4574      |
| Palazzo San Gervasio | 4298      |
| Latronico            | 3997      |

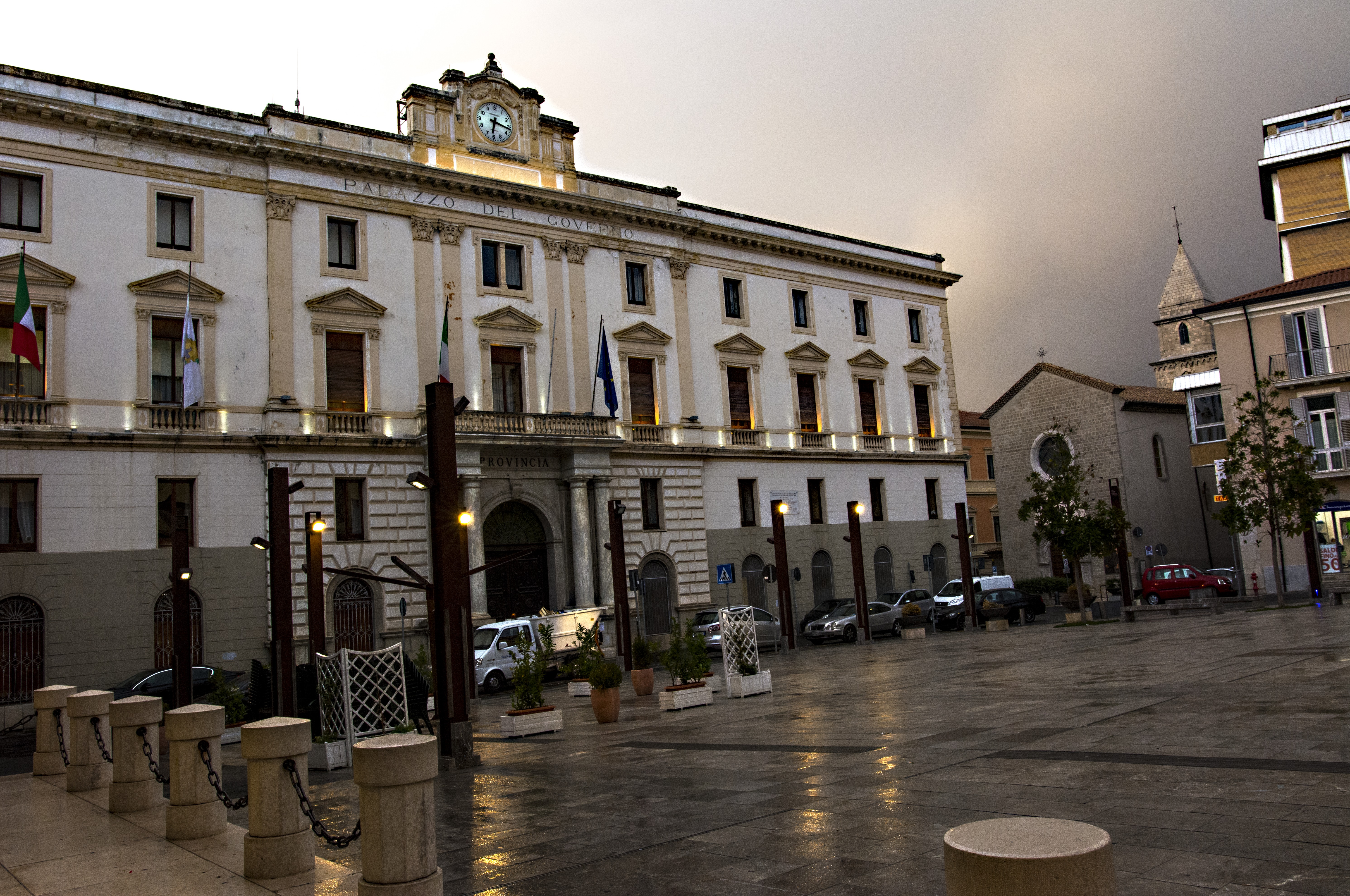
Palazzo della Provincia di Potenza

Die Liste der Gemeinden in der Basilikata beinhaltet alle Gemeinden der Provinz mit Einwohnerzahlen.